# فرانسه تسلیم‌ناپذیر
فرانسه تسلیم‌ناپذیر یا فرانسه تسلیم‌نشدنی (فرانسوی: La France Insoumise‎) یک حزب سیاسی سوسیالیست دمکراتیک و پوپولیست چپ‌گرا در فرانسه است که در ۱۰ فوریه ۲۰۱۶ توسط ژان-لوک ملانشن عضو پارلمان اروپا و رئیس مشترک پیشین حزب چپ راه‌اندازی شد.
این حزب ملانشن را برای انتخابات ریاست جمهوری ۲۰۱۷ فرانسه نامزد کرد. او در دور اول با کسب ۱۹٫۵۸ درصد آراء چهارم شد و نتوانست به دور دوم راه پیدا کند.
حزب فرانسه تسلیم‌ناپذیر از حرف کوچک یونانی فی (φ) به عنوان نماد آن استفاده می‌کند.